# Choe Yong-rim
Choe Yong-rim, född 20 november 1930, var mellan 2010 och 2013 premiärminister i Nordkorea.